# Бернар III (граф Арманьяк)
Бернар III (фр. Bernard III d'Armagnac; д/н — 1110) — 5-й граф Арманьяк в 1095—1110 роках.

## Життєпис
Походив з Дому Арманьяк. Старший син Жеро II, графа Арманьяка, та Азівель де Ломань. Замолоду долучився до державних справ, допомагаючи батькові в керуванні графством.
1095 року після смерті батька успадкував Арманьяк. Того ж року оженився на представниці Дому Тюренн. Значну увагу приділяв розбудові монастиря Сен-Мон, якому надав численні привілеї. Згодом вступив з цим монастирем у протистояння за володіння церквою Сен-МАртен-де-Бергон. 1100 року відмовився від претензій на Бергон. Натомість отримав від Жана де Жоргана, абата монастиря Сен-Мон, 230 срібних солів та коня ціною 60 солів.
1104 року в церкві Дюссе-ен-беарн поклявся виконувати Божий мир (приєднався до рішення аквітанського герцога та графів Гасконі 1103 року в Ла-Реолі), ухвалений Латеранським синодом ще 1054 року. 1110 року перед смертю надав землі церкві Св. Марії в Оши та Св. Ніколя в Ногаро. Того ж року помер. Йому спадкував старший син Жеро III.

## Родина
Дружина — Альпаїза, донька Бозона I, віконта Тюренна
Діти:
- Жеро III (д/н—1160), 6-й гарф Арманьяк
- Одо
- донька
- донька

- 1 бастард